# Minangkabau International Airport
Minangkabau International Airport (indonesiska: Bandar Udara Internasional Minangkabau, javanesiska: Bandhar udhara Minangkabau) är en flygplats i Indonesien.   Den ligger i provinsen Sumatera Barat, i den västra delen av landet, 900 km nordväst om huvudstaden Jakarta. Minangkabau International Airport ligger 7 meter över havet.
Terrängen runt Minangkabau International Airport är varierad. Havet är nära Minangkabau International Airport åt sydväst.Runt Minangkabau International Airport är det ganska tätbefolkat, med 111 invånare per kvadratkilometer. Närmaste större samhälle är Padang, 19,7 km söder om Minangkabau International Airport. Trakten runt Minangkabau International Airport består till största delen av jordbruksmark.